# 科尔代 (法国)
科尔代（法語：Cordey，法語發音：[kɔʁdɛ] ⓘ）是法国卡尔瓦多斯省的一个市镇，属于卡昂区。

## 地理
科尔代（48°51'3"N, 0°13'43"W）面积4.52 平方千米，位于法国诺曼底大区卡爾瓦多斯省，该省份为法国西北部沿海省份，北濒大西洋英吉利海峡，东北与滨海塞纳省以海上边界相接，东临厄尔省，南至奧恩省，西与芒什省接壤。
与科尔代接壤的市镇（或旧市镇、城区）包括：拉奥盖特、圣马丹德米约、圣皮埃尔迪比、巴佐什欧乌尔姆、讷维欧乌尔姆。

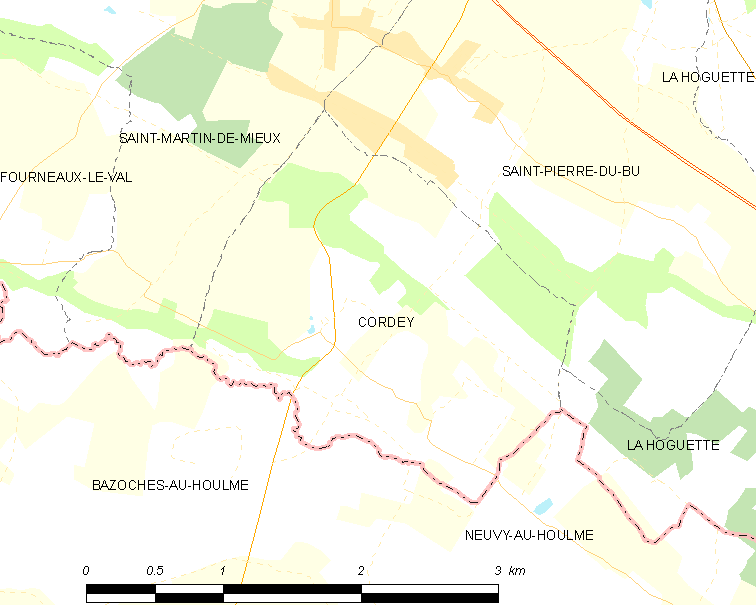
的OSM定位图

科尔代的时区为UTC+01:00、UTC+02:00（夏令时）。

## 行政
科尔代的邮政编码为14700，INSEE市镇编码为14180。

## 政治
科尔代所属的省级选区为法莱斯县。

## 人口

1962-2008年间人口变化图示

科尔代于2022年1月1日时的人口数量为153人。